# Joe McElderry

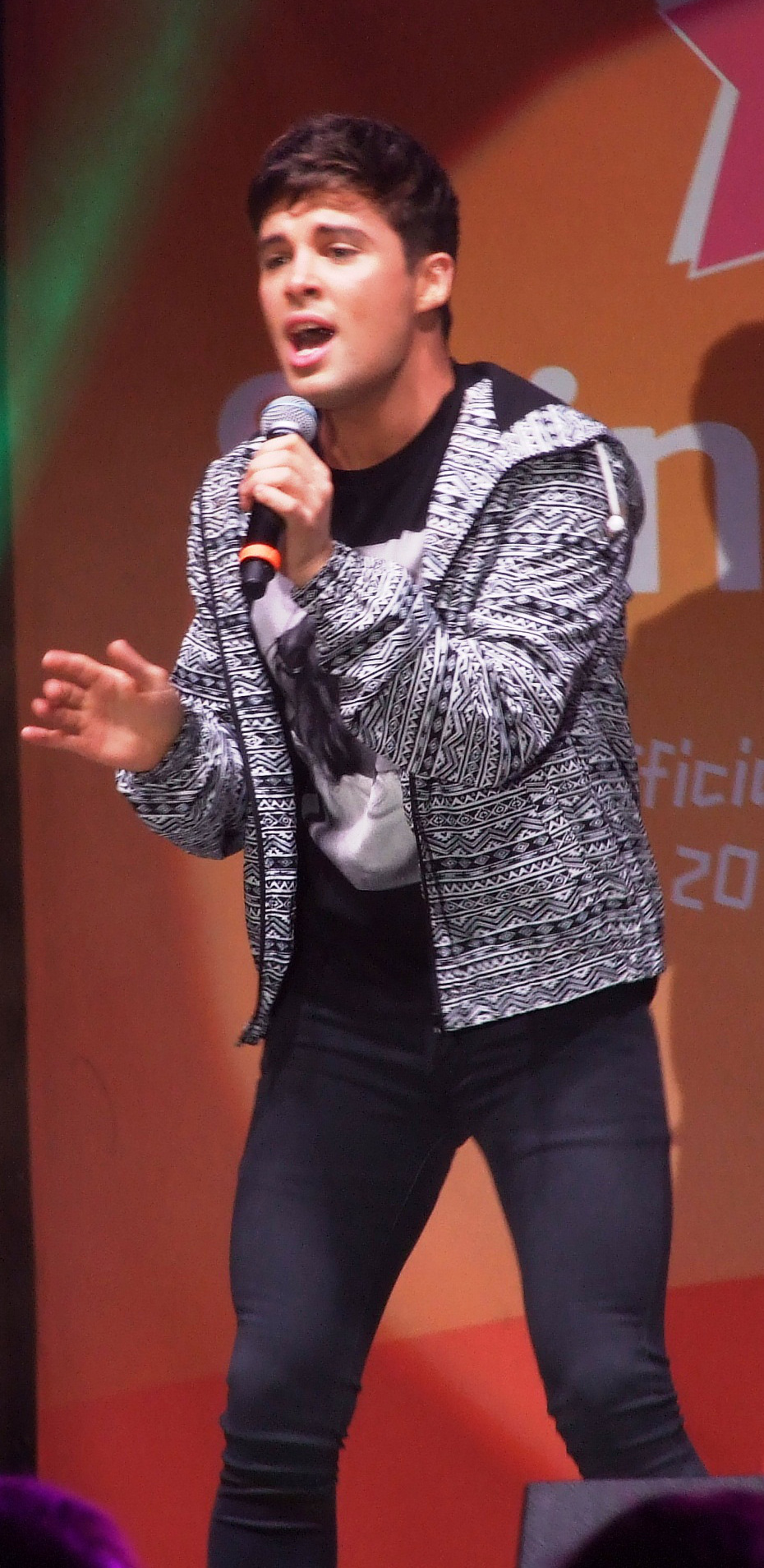
Joe McElderry (2012)

Joseph McElderry (/məˈkɛldəri/; South Shields, 16 de Junho de 1991), conhecido simplesmente como Joe McElderry, é um cantor, compositor e modelo nascido no Reino Unido. Venceu a sexta temporada do concurso musical The X Factor em 2009. O seu primeiro single "The Climb" alcançou a liderança na UK Singles Chart. Joe marcou o recorde de ser o primeiro vencedor do X Factor a lançar um quarto disco.